# Бркати заморац
Бркати заморац (лат. Cercopithecus cephus) је врста примата (Primates) из породице мајмуна Старог света (Cercopithecidae). 

## Распрострањење
Ареал врсте покрива средњи број држава. 
Присутна је у следећим државама: Камерун, Република Конго, ДР Конго, Ангола, Централноафричка Република, Габон, Екваторијална Гвинеја.

## Станиште
Станишта врсте су шуме.

## Подврсте
Постоје две подврсте бркатог заморца:
- Cercopithecus cephus cephus
- Cercopithecus cephus ngottoensis

## Угроженост
Ова врста је наведена као последња брига, јер има широко распрострањење и честа је врста.